# ポプラ社小説大賞
ポプラ社小説大賞（ポプラしゃしょうせつたいしょう）は、ポプラ社が主催したエンターテインメント小説を対象とした公募の新人文学賞である。
2005年に第1回の募集が始まる。大賞賞金は2000万円、優秀賞は賞金500万円。選考は営業職を含む社員が行い、外部の選考委員はいない。第5回の大賞受賞に関しては、出来レースであったとの疑惑が出ており、イメージが悪化したため終了し、2011年からは後継の賞としてポプラ社小説新人賞（大賞賞金200万円）を設ける。
枚数は、400字詰め原稿用紙換算で200～500枚だが、第1回では400枚が上限で、第2回は200～800枚。

## 受賞作一覧
年は受賞作の発表年。特記がなければ、初刊はポプラ社、文庫はポプラ文庫刊。
| 回（年）        | 応募数 | 賞         | 受賞・入選作                                   | 著者           | 初刊       | 文庫化     |
| --------------- | ------ | ---------- | ---------------------------------------------- | -------------- | ---------- | ---------- |
| 第1回（2006年） | 2746編 | 大賞       | 「3分26秒の削除ボーイズ ぼくと春とコウモリと」 | 方波見大志     | 2006年10月 | 2009年10月 |
| 第1回（2006年） | 2746編 | 優秀賞     | 「鉄塔の上から、さようなら」                   | 真田コジマ     | 2006年10月 |            |
| 第1回（2006年） | 2746編 | 優秀賞     | 「見つめていたい娘」                           | 長谷川安宅     | 2006年10月 |            |
| 第1回（2006年） | 2746編 | 候補       | 「オーバーホール」                             | 清水みのり     |            |            |
| 第1回（2006年） | 2746編 | 候補       | 「太陽のあくび」                               | 有間香         |            | 2009年12月 |
| 第1回（2006年） | 2746編 | 候補       | 「フラミンゴ・ミルク」                         | 山本あや子     |            |            |
| 第2回（2007年） | 1223編 | 大賞       | 該当作なし                                     | 該当作なし     | 該当作なし | 該当作なし |
| 第2回（2007年） | 1223編 | 優秀賞     | 「月のうた」                                   | 穂高明         | 2007年10月 | 2011年4月  |
| 第2回（2007年） | 1223編 | 奨励賞     | 「ラブ・パレード」                             | 秋山寛         |            |            |
| 第2回（2007年） | 1223編 | 奨励賞     | 「ガレキの下で思う」                           | 山下貴光       | 2012年07月 |            |
| 第2回（2007年） | 1223編 | 候補       | 「秋鮭と無断欠勤」                             | 十川靖生       |            |            |
| 第2回（2007年） | 1223編 | 候補       | 「オレンジソックスの甲子園」                   | 後藤敏彦       |            |            |
| 第2回（2007年） | 1223編 | 候補       | 「孤高の犯罪者ここに誕生す」                   | 中岡経光       |            |            |
| 第3回（2008年） | 1109編 | 大賞       | 該当作なし                                     | 該当作なし     | 該当作なし | 該当作なし |
| 第3回（2008年） | 1109編 | 優秀賞     | 「ロッカー」                                   | 小野寺史宜     | 2008年11月 | 2012年1月  |
| 第3回（2008年） | 1109編 | 特別賞     | 「RANK」                                       | 真藤順丈       | 2009年5月  | 2011年12月 |
| 第3回（2008年） | 1109編 | 特別賞     | 「夏の終わりのトラヴィアータ」                 | 伊吹有喜       | 2009年6月  | 2011年4月  |
| 第3回（2008年） | 1109編 | 候補       | 「涙のあとには虹が出る」                       | 藤ノ木陵       |            |            |
| 第3回（2008年） | 1109編 | 候補       | 「魚」                                         | 千早茜         | 2009年1月  | 2012年1月  |
| 第4回（2009年） | 1179編 | 該当作なし | 該当作なし                                     | 該当作なし     | 該当作なし | 該当作なし |
| 第4回（2009年） | 1179編 | 候補       | 「雪洞や、雪洞や」                             | 小松エメル     |            |            |
| 第4回（2009年） | 1179編 | 候補       | 「ストラグル」                                 | 佐藤青南       |            |            |
| 第4回（2009年） | 1179編 | 候補       | 「エイリアンギターネイバーフッド」             | 花魚・クジョー |            |            |
| 第4回（2009年） | 1179編 | 候補       | 「ひらさか」                                   | 佳原衣里       |            |            |
| 第4回（2009年） | 1179編 | 候補       | 「色とりどりの」                               | 宮原さと子     |            |            |
| 第5回（2010年） | 1285編 | 大賞       | 「KAGEROU」                                    | 齋藤智裕       | 2010年12月 |            |
| 第5回（2010年） | 1285編 | 特別賞     | 「銀色のマーメイド」                           | 古内一絵       | 2011年4月  | 2013年4月  |
| 第5回（2010年） | 1285編 | 特別賞     | 「アゲイン」                                   | 浜口倫太郎     | 2011年4月  | 2014年2月  |
| 第5回（2010年） | 1285編 | 奨励賞     | 「仁侠ダディ」                                 | 東朔水         |            |            |
| 第5回（2010年） | 1285編 | 奨励賞     | 「龍へ向かう」                                 | 中山良太       |            |            |
| 第5回（2010年） | 1285編 | 候補       | 「ラーメンガールズの奇跡」                     | 田中宏昌       |            |            |
| 第5回（2010年） | 1285編 | 候補       | 「連翹荘綺譚」                                 | 知野みさき     |            |            |